# Federico Stella
Federico Stella (Sernaglia della Battaglia, 30 marzo 1935 – Milano, 8 luglio 2006) è stato un giurista e avvocato italiano, professore ordinario di Diritto penale e Filosofia del diritto.

## Biografia
Nato a Sernaglia della Battaglia, piccolo centro in provincia di Treviso, dopo aver frequentato il liceo presso il Collegio Vescovile Pio X di Treviso si iscrisse all'Università Cattolica del Sacro Cuore di Milano, dove vinse una borsa di studio presso il Collegio Augustinianum e fu allievo di Alberto Crespi. Divenne professore di diritto penale nel 1970, dapprima nell'Università degli Studi di Catania, e, successivamente, presso l'Università Cattolica di Milano, dove insegnò fino alla propria scomparsa, avvenuta nel 2006.

## Causalità e leggi scientifiche
I suoi studi si diressero, dapprima, su alcune tipologie di reati, successivamente sugli elementi strutturali del reato.
Il suo contributo scientifico più noto, presso gli operatori del diritto penale e la comunità accademica, è Leggi scientifiche e spiegazione causale nel diritto penale (1975), monografia in cui Stella ricostruisce il problema del nesso di causalità penale prospettando il criterio della sussunzione sotto leggi scientifiche come strumento per la soluzione di casi dubbi: solo mediante una legge scientifica di copertura, atta a spiegare il rapporto fra condotta del presunto autore del reato ed evento dannoso, sarà possibile formulare un giudizio di responsabilità penale. 
Ad es. solo dopo aver dimostrato, sulla base di una legge scientifica, che l'ingestione di determinati farmaci determina malformazioni del feto, sarà possibile imputare alla ditta produttrice il reato di lesioni gravissime (colpose o dolose). In difetto di una dimostrazione scientifica, non potrà formularsi alcuna imputazione penale.
Propose, attraverso i suoi scritti e le sue lezioni, che la regola di giudizio dell'"oltre ogni ragionevole dubbio" trovasse applicazione anche nel processo penale italiano. Dapprima avversato da parte della Dottrina processual penalistica, il principio venne accolto -  in tema di nesso causale - dalla Corte suprema di cassazione, anche a Sezioni Unite; oggi è norma codicistica.

## Attività ulteriori
Diresse riviste giuridiche di diritto penale e fu fra i curatori di raccolte normative di largo successo presso la comunità forense.
Nei successivi decenni gli interessi scientifici di Stella si volsero alla teoria generale del diritto ed alla filosofia del diritto, mediante pubblicazione di scritti maggiormente agili rispetto alle monografie ed ai saggi penalistici, rivolti ad un pubblico relativamente più vasto.
Esercitò la professione di avvocato, partecipando, in qualità di difensore di alcuni imputati, al processo del Petrolchimico di Porto Marghera, dove fece applicazione, a livello pratico, delle teorie relative alla causalità scientifica.

## Principali pubblicazioni
- L'alterazione di stato mediante falsità, Milano, 1967.
- La descrizione dell'evento, Milano, 1970.
- Leggi scientifiche e spiegazione causale nel diritto penale, Milano, 1975, seconda edizione 2000.
- Giustizia e modernità, Milano, 3ª ed. 2003.
- I saperi del giudice, Milano, 2004.
- ll giudice corpuscolariano, Milano, 2005.
- La giustizia e le ingiustizie, Bologna, 2006.